# Boyne
El Boyne es un río en la provincia de Leinster (Irlanda), cuyo curso recorre 112 kilómetros. Nace en Trinity Well, Newbury Hall, cerca de Carbury, condado de Kildare, y discurre hacia el noreste atravesando el condado de Meath hasta desembocar en el mar de Irlanda a la altura de Drogheda. Es un río pesquero con abundante salmón y trucha.
A pesar de su corto recorrido, el Boyne ha sido importante para la historia, la arqueología y la mitología irlandesa. Pasa cerca de la antigua ciudad de Trim, el castillo de Trim, y la Colina de Tara (antigua sede de los Reyes Supremos de Irlanda), Navan, la colina de Slane, Newgrange (lugar de importancia arqueológica), Mellifont Abbey y la ciudad medieval de Drogheda. En el valle del Boyne se encuentran otros monumentos históricos y arqueológicos como Loughcrew, Kells, cruces celtas, castillos y más. La batalla del Boyne tuvo lugar a orillas del río en 1690.
El río se conoce desde tiempos antiguos. El geógrafo griego Ptolomeo dibujó un mapa de Irlanda en el siglo II que incluía el Boyne, al que llamó Bovinda, y tiempo después Giraldus Cambrensis lo llamó Boandus. En cuanto a las leyendas, fue en este río donde Fionn Mac Cumhaill capturó a Fiontán, el Salmón del conocimiento. Según F. Dinneen, lexicógrafo del gaélico irlandés, el nombre del río proviene de la diosa Boann ('reina' o 'diosa'), según y "Boyne" es una forma anglicada del nombre.